# Cruel Adicción
Cruel Adicción es un grupo de Heavy Metal argentino formado por el guitarrista Miguel Roldán (Ex V8 y Logos) tras la disolución de Logos en 1998. 
En el año 2003 saco su primer y único disco Resurgir. Entre 2004 y hasta 2010 la banda se separa ya que por aquel entonces Miguel Roldán retornaría a Logos. A partir de 2010 Roldán volvería a tocar con Cruel Adicción alternado esto con su rol en Logos y desde su separación en 2013 se dedica completamente al grupo. 

## Historia

### Primera Etapa (1998-2004)
En mayo de 1998 tras la partida de Alberto Zamarbide para vivir en Estados Unidos Logos se disuelve; Miguel Roldán le propuso a Fernando Scarcella (en ese momento baterista de Logos) formar una banda que continuara con el estilo propuesto por esta institución del "heavy metal criollo". En tal sentido, comenzaron a delinear lo que sería "Cruel Adicción", incorporando a Beto Ceriotti como bajista y al hermano de Scarcella, Alfredo Scarcella, en la voz.
En agosto de ese mismo año debutaron en el marco del Metal Rock Festival II, participando también del disco que se editó con los registros de dicho evento con la canción “Nuestro unico Testigo”. 
Tras este buen comienzo, en 1999 graban un demo con 2 canciones (Grita la Realidad y Antes que Matarnos), las cuales luego formarían parte del primer disco del grupo, pero en este caso no contarían con los Hermanos Scarcella sino que estarían Carina Berges (Batería) y Claudio Vattino (Voz) con esta formación realizan varias giras mientras tanto Roldán también se volcaria a la producción artística de Grupos como Traksion y Mástifal. En 2001 la banda vuelve a sufrir una refundación incorporando a Diego Yorio como baterista y a Víctor Zalazar como cantante tras varias giras en el año 2003 se meten a grabar su primer álbum el cual saldría en ese mismo año siendo el mismo Roldán el productor de este. Al comenzar el año 2004 el grupo comienza un parate debido a que Miguel Roldán junto con Walter Scasso integrarían Logos.

### Segunda Etapa (2010-Actualidad)
A partir de 2010 Roldán volvería a tocar con Cruel Adicción alternado esto con su rol en Logos; para esta ocasión el guitarrista estaría acompañado por Marcelo Ponce, Walter Scasso (compañeros de Logos en ese tiempo) y el cantante Lucas Gerardo. Pero en este caso las actuaciones de Cruel Adicción serían pocas debido a que Roldán, Scasso y Ponce estaban tocando en paralelo con Logos junto a Zamarbide.
En 2013 tras la separación de Logos Roldán comienza de nuevo a dedicarse completamente a Cruel Adicción permaneciendo la formación ya establecida; en 2016 el grupo vuelve a sufrir cambios en su formación siendo esta la primera sin la participación de Water Scasso. En este caso la formación sería: Miguel Roldán (Guitarra), Diego Mansilla (Bajo), Germán Cañete (Batería) y Adrian Di Francesco (Voz) con la cual se presentan actualmente y preparan su segundo disco.

## Integrantes

### Formación actual
- Miguel Roldán- Guitarra (1998-2004) (2010-)
- Adrian Di Francesco- Voz (2016-)
- Diego Mansilla- Bajo (2016-)
- Germán Cañete- Batería (2016-)

### Exintegrantes
- Lucas Gerardo- Voz (2010-2016)
- Walter Scasso- Bajo (1998-2004) (2010-2016)
- Marcelo Ponce- Batería (2010-2016)
- Víctor Zalazar- Voz (2001-2004)
- Diego Yorio- Batería (2001-2004)
- Claudio Vattino- Voz (1999-2001)
- Andrian Cenci (2000)
- Carina "Pelusa" Berges- Batería (1999-2000)

- Fernando Scarcella- Batería (1998-1999)
- Alfredo scarcella - Voz (1998-1999)

## Discografía
- Cruel Adicción: Demo (1999)
- Resurgir (2003)